# Уильямс, Дайан
Дайан Уильямс (англ. Diane Williams; род. 14 декабря 1960, Чикаго, Иллинойс) — американская легкоатлетка, специалистка по бегу на короткие дистанции. Выступала за сборную США по лёгкой атлетике в 1980-х годах, чемпионка мира, победительница Игр доброй воли, чемпионка США в беге на 100 метров.

## Биография
Дайан Уильямс родилась 14 декабря 1960 года в Чикаго, штат Иллинойс. Училась в местной старшей школе, затем поступила в Университет штата Калифорния в Лос-Анджелесе, успешно выступала за университетскую команду, в частности становилась серебряной призёркой первого дивизиона чемпионата Национальной ассоциации студенческого спорта (NCAA) в беге на 100 метров.
В 1980 году прошла отбор на летние Олимпийские игры в Москве, однако Соединённые Штаты вместе с несколькими западными странами бойкотировали эти соревнования по политическим причинам. Впоследствии Уильямс стала одной из спортсменок, награждённых за пропуск Олимпиады Золотой медалью Конгресса. Вместо этого она выступила на альтернативном турнире Liberty Bell Classic в Филадельфии, где на 100-метровой дистанции стала пятой.
В 1982 году на чемпионате США в Ноксвилле выиграла бронзовую медаль в беге на 100 метров.
В 1983 году на впервые проводившемся чемпионате мира по лёгкой атлетике в Хельсинки завоевала серебряную награду в дисциплине 100 метров, тогда как в эстафете 4 × 100 метров в финал не вышла.
В 1984 году в качестве запасной бегуньи находилась в составе американской эстафетной команды на Олимпийских играх в Лос-Анджелесе, но выйти здесь на старт ей не довелось.
В 1986 году в эстафете 4 × 100 метров одержала победу на Играх доброй воли в Москве.
В 1987 году в дисциплине 100 метров превзошла всех соперниц на чемпионате США в Сан-Хосе и финишировала второй на Панамериканских играх в Индианаполисе. На чемпионате мира в Риме стала четвёртой в индивидуальном беге на 100 метров и вместе с соотечественницами Элис Браун, Флоренс Гриффит-Джойнер и Пэм Маршалл победила в эстафете 4 × 100 метров.
Пыталась пройти отбор на Олимпиаду 1988 года в Сеуле, однако на отборочном национальном турнире в Индианаполисе не смогла попасть в число призёров.
Завершила спортивную карьеру по окончании сезона 1990 года.
Впоследствии Уильямс призналась, что в начале своей карьеры в 1982—1984 годах для повышения результатов применяла анаболические стероиды, которые ей предлагал тренер Чак Дебас. Перед Олимпиадой в Лос-Анджелесе на олимпийском отборочном турнире она провалила допинг-тест, но скандал тогда замяли, и дисквалификации не последовало. Спортсменка отмечала, что использование стероидов привело к серьёзным проблемам со здоровьем, в дальнейшем она отказалась от запрещённых веществ и перешла к другому тренеру.